# Bechar
Bechar (arabisch بشار Beschār, DMG Baššār, tamazight ⴱⴻⵛⵛⴰⵔ Beccar; auch Béchar oder in der Kolonialzeit Colomb-Béchar) ist eine algerische Stadt und Hauptstadt der gleichnamigen Provinz Bechar.

## Lage
Bechar liegt 60 Kilometer von der marokkanischen Grenze entfernt und am Fuße des westlichen Großen Ergs an Sandhügeln wie dem Mizeb el Atchane und dem Gadet Sedra in einer Höhe von 789 Metern.

## Geschichte
Die Stadt war der „Ksar der 90.000 Palmen“ und wurde lange von Marokko geprägt. Sie war Sitz der religiösen Organisation der Ziania, der bedeutende Marabout angehörten. 1679 wurden die Bewohner auf Anweisung von Sultan Mulai Ismail von der Steuerpflicht befreit, eine Bestimmung, die sein Nachfolger Mulai Hassan beibehielt.
Der in der französischen Kolonialzeit gängige Name Colomb-Béchar geht auf den General Louis-Joseph de Colomb zurück, der, von El Bayadh (Géryville) kommend, um 1869 in der Region einen Aufstand niederschlug. 
Frankreich bestimmte den algerisch-marokkanischen Grenzverlauf. Der französische Marokko- und Tunesien-Minister Pierre July der Regierung Faure im Jahr 1955 beispielsweise unterstützte 1963 marokkanische Ansprüche auf Bechar, doch verblieb die Stadt nach den Unabhängigkeiten beider Länder bei Algerien.
Von 1952 bis 1967 befand sich bei Bechar der französische Raketenstartplatz Centre interarmées d’essais d’engins spéciaux. Von hier wurde am 20. Mai 1952 die erste französische Flüssigkeitsrakete Véronique gestartet. Die größte Höhe wurde am 20. November 1965 mit einer zweistufigen Dragon erreicht, die auf 404 km kam. Gemäß den Verträgen von Évian räumte Frankreich die Startplätze und Testeinrichtungen zum 1. Juli 1967.

## Infrastruktur

### Flugverkehr
Sechs Kilometer entfernt vom Stadtzentrum Bechars liegt der Flughafen Bechar. Er besitzt zwei Start- und Landebahnen von 3000 und 3700 m Länge.

### Eisenbahn
Bechar war ein Bahnknotenpunkt der Meterspurbahn von Mohammadia mit der ehemaligen normalspurigen Mittelmeer-Niger-Bahn, welche beide bis Kanadsa weiter führten. Erstere führte bis zum Jahre 1985 im Personenverkehr und bis 1991 unregelmäßig Güterzüge. Nachdem wegen schlechten Streckenunterhalts im Juli 1991 ein Güterzug bei Bou Ktoub entgleist war, wurde der Güterverkehr ebenfalls eingestellt. Leere Güterwagen wurden aber noch bis ins Jahr 1996 nach Mohammadia abgefahren. Die Zweigstrecken rund um Colomb Béchar wurden zwischen 1965 und 1967 stillgelegt.
Die Bahnstrecke Mohammadia – Colomb Béchar ist noch immer komplett vorhanden. Zwar wurden 2007 drei Bahnübergänge mit Asphalt zugedeckt, andererseits wurden zwischen Tizi und Mohammadia einige Andreaskreuze neu angestrichen.

## Sehenswertes
Bechar bietet auf einer 3 Kilometer langen Straße einen bekannten Basar (Bassar), den Stephan Helders in World Places (2004, Google Earth) erwähnte.

## Sonstiges
Die Stadt war Ausgangspunkt der Croisière Noire, einer Transafrikaexpedition André Citroëns. Sie führte über Timbuktu in Mali nach Antananarivo (Tananarive) auf Madagaskar mit acht Halbkettenfahrzeugen. Georges-Marie Haardt und sein Stellvertreter Louis Audouin-Dubreuil leiteten dieses Unterfangen vom 28. Oktober 1924 bis zum 1. August 1925.
Die Stadt stellt mit dem, in der ersten algerischen Fußballliga vertretenen, Verein JS Saoura, den am südlichsten gelegenen Profi-Sportverein des Landes.

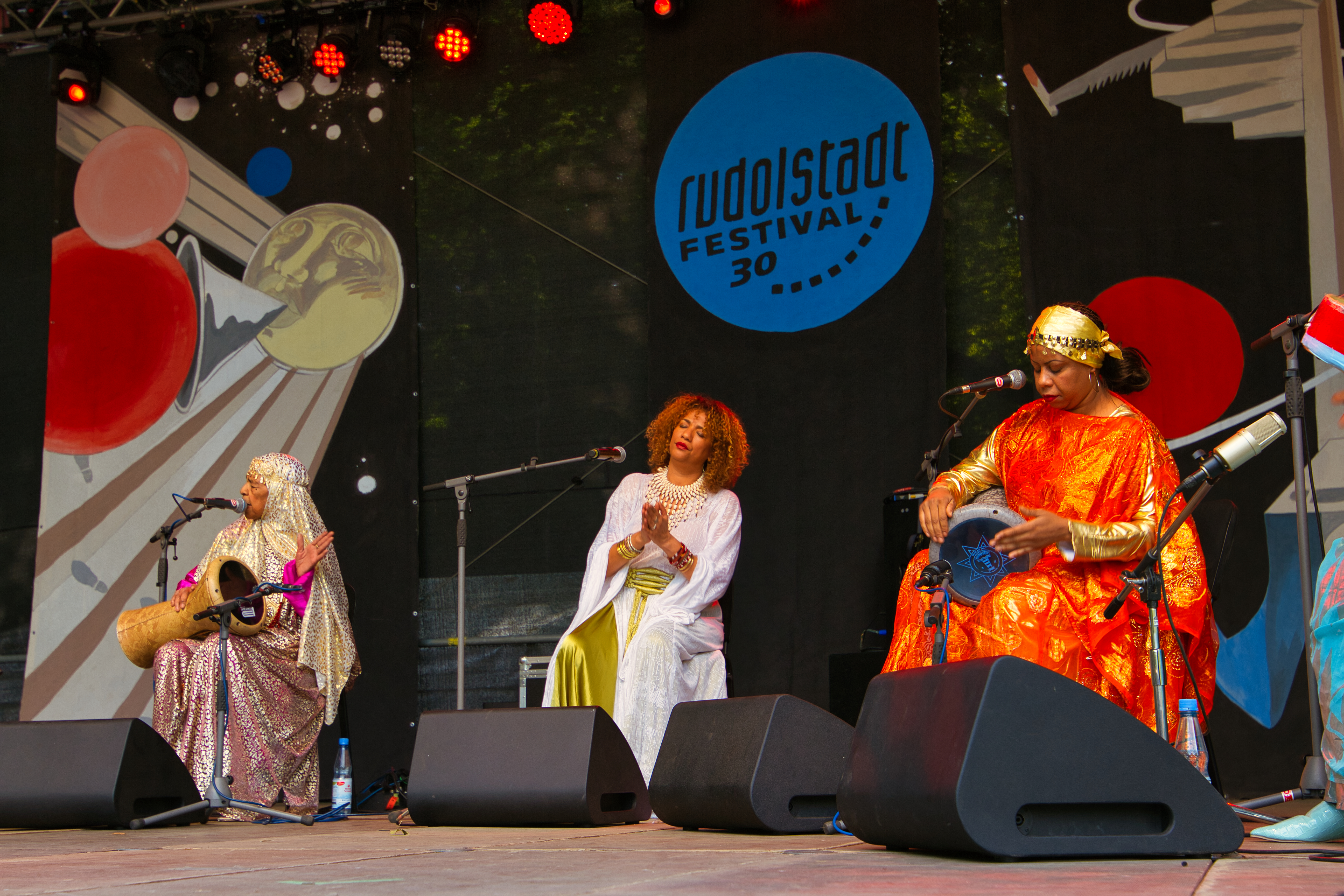
Das Ensemble Lemma auf dem Rudolstadt-Festival 2022

Aus Bechar kommt das ausschließlich von Frauen gebildete Musikensemble Lemma, das mit seinen traditionellen Gesängen unter der Leitung von Souad Asla internationale Bekanntheit erlangt hat.

## Persönlichkeiten
- Mohammed Houmri (* 1993), Boxer